# 7537 Solvay
7537 Solvay è un asteroide della fascia principale. Scoperto nel 1996, presenta un'orbita caratterizzata da un semiasse maggiore pari a 3,1228289 UA e da un'eccentricità di 0,1660335, inclinata di 1,83708° rispetto all'eclittica. È dedicato al chimico e filantropo belga Ernest Solvay.